# Mattigomphus tamdaoensis
Mattigomphus tamdaoensis – gatunek ważki z rodziny gadziogłówkowatych (Gomphidae). Stwierdzony tylko w Parku Narodowym Tam Đảo w prowincji Vĩnh Phúc północnym Wietnamie.